# Orquestra Simfònica de Viena

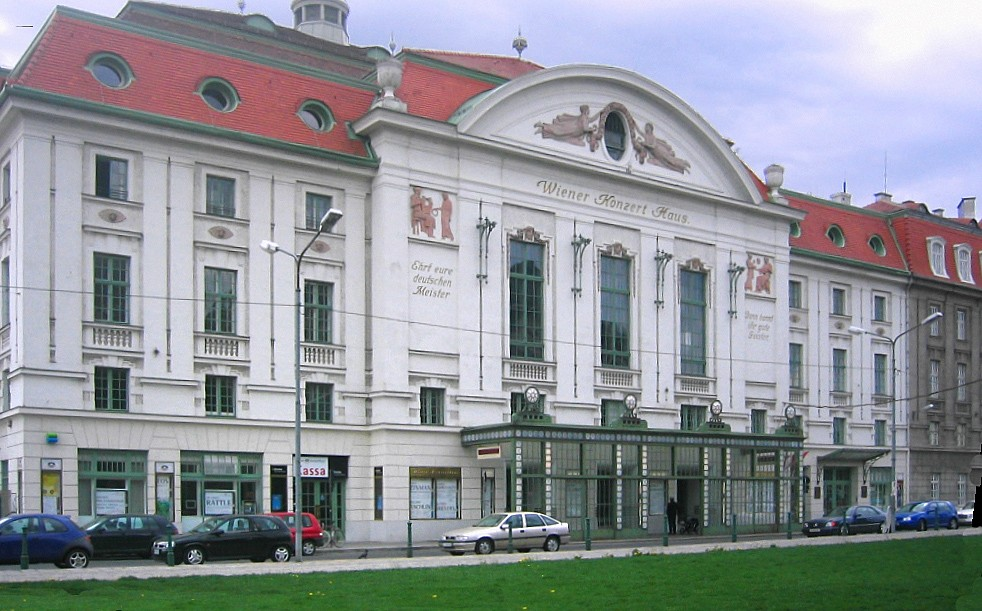
Konzerthaus, seu de l'orquestra (Viena)

L'Orquestra Simfònica de Viena (Wiener Symphoniker) és una orquestra simfònica austríaca, la més important de la ciutat de Viena després de la cèlebre Orquestra Filharmònica de Viena.

## Història
Fundada el 1900 per Ferdinand Löwe amb el nom de Wiener Concertverein (Societat vienesa de concerts). El 1913, el Konzerthaus va servir de seu a l'orquestra, que el 1933 rep el nom actual i definitiu. Encara que l'assistència del públic als concerts va descendir en els anys 20 per la competència de les transmissions radiofòniques, l'orquestra va sobreviure fins a la invasió nazi d'Àustria. Llavors l'orquestra va ser utilitzada per a la propaganda del règim nazi fins a la dissolució de l'orquestra l'1 de setembre de 1944. El primer concert després de la guerra va tenir lloc el 16 de setembre de 1945, amb la interpretació de la simfonia núm. 3 de Gustav Mahler dirigida per Josef Krips.
El director Herbert von Karajan va dirigir l'orquestra en gires per tot Europa i Amèrica del Nord. En 1959 el papa Joan XXIII va assistir a un concert de l'orquestra en el Vaticà, dirigida per un jove Wolfgang Sawallisch. Amb Sawallisch, igual com amb Von Karajan, l'orquestra tocarà als auditoris més importants del món sencer. Altres directors prestigiosos que han estat titulars de l'orquestra són Carlo Maria Giulini o Guennadi Rojdéstvenski. Georges Prêtre i Rafael Frühbeck de Burgos van fomentar el repertori francès i espanyol de l'orquestra durant les seves respectives direccions.

## Directors titulars
- Andrés Orozco-Estrada (2021–)
- Philippe Jordan (2014–2021)
- Fabio Luisi (2005-2014)
- Vladímir Fedosséiev (1997-2005)
- Rafael Frühbeck de Burgos (1991-1996)
- Georges Prêtre (1986-1991) (Principal director convidat)
- Guennadi Rojdéstvenski (1980-1982)
- Carlo Maria Giulini (1973-1976)
- Josef Krips (1970-1973) (Conseller artístic)
- Wolfgang Sawallisch (1960-1970)
- Herbert von Karajan (1948-1960, en tant que director de la Gesellschaft der Musikfreunde)
- Hans Swarowsky (1946-1948)
- Oswald Kabasta (1933)
- Wilhelm Furtwängler (en els anys 20, en tant que director de la Gesellschaft der Musikfreunde)
- Ferdinand Löwe (1900-1925)